# Miss Brasil 2019
Miss Brasil 2019, foi a 65ª edição do Miss Brasil, realizada em 9 de março de 2019, no espaço de eventos São Paulo Expo com sede em cidade de São Paulo , que levará a representante brasileira a competir  no maior evento da beleza mundial o Miss Universo 2019. O evento foi transmitido ao vivo nacionalmente pela Rede Bandeirantes e pela internet pela Band.com.br. Candidatas das 26 unidades federativas do Brasil, mais o Distrito Federal, estiveram na competição em busca da coroa  que pertencia a amazonense Mayra Dias que ao final do evento coroou a representante de Minas Gerais, Júlia Horta.

## Resultados
| Resultado               | Estado e Candidata |
| ----------------------- | --- |
| Miss Brasil 2019        | Minas Gerais - Júlia Horta |
| 2ª. Colocada            | Ceará - Luana Lobo |
| 3ª. Colocada            | São Paulo - Bianca Lopes |
| Finalistas (Top 5)      | Rio Grande do Norte – Erika Fontes Rio Grande do Sul - Bianca Scheren                                                                                      |
| Semifinalistas (Top 10) | Amazonas - Lorena Alencar · Espírito Santo - Thainá Castro · Piauí - Dagmara Landim · Santa Catarina - Patricia Marafon · Tocantins - Alessandra Almeida · |
| Semifinalistas (Top 15) | Distrito Federal - Gabriela Borges · Paraíba - Kennya Araujo · Paraná - Djenifer Frey · Roraima - Natali Vitoria · Sergipe - Ingrid Moraes ·               |

## Programação musical
- Abertura: Aquarela do Brasil, de Gal Costa com participação da Bateria da Acadêmicos do Tucuruvi, (Ao Vivo);

- Traje de Banho: Banho de Folhas de Luedji Luna, (Ao Vivo);

- Traje de Gala: Hello Happiness, de Chaka Khan;

- Final Look: Nunca foi sorte de Luísa Sonza;

- Despedida: A Little Work, de Fergie;

## Miss Favorita
Eleita pelas próprias candidatas, eis os votos:
| UF                        | Acre | Alagoas | Amapá | Amazonas | Bahia | Ceará | Distrito Federal (Brasil) | Espírito Santo (estado) | Goiás | Maranhão | Mato Grosso | Mato Grosso do Sul | Minas Gerais | Pará | Paraíba | Paraná | Pernambuco | Piauí | Rio de Janeiro | Rio Grande do Norte | Rio Grande do Sul | Rondônia | Roraima | Santa Catarina | São Paulo | Sergipe | Tocantins |
| Acre                      | —    |         | —     | —        | —     | —     | —                         | —                       | —     | —        | —           | —                  | —            | —    | —       | —      | —          | —     | —              | —                   | —                 | —        | —       | —              | —         | —       | —         |
| Alagoas                   |      | —       | —     | —        | —     | —     | —                         | —                       | —     | —        | —           | —                  | —            | —    | —       | —      | —          | —     | —              | —                   | —                 | —        | —       | —              | —         | —       | —         |
| Amapá                     | —    | —       |       | —        | —     | —     | —                         | —                       | —     | —        | —           | —                  | —            | —    | —       | —      | —          | —     | —              | —                   | —                 | —        | —       | —              | —         | —       | —         |
| Amazonas                  | —    | —       | —     | —        | —     |       | —                         | —                       | —     | —        | —           | —                  | —            | —    | —       | —      | —          | —     | —              | —                   | —                 | —        | —       | —              | —         | —       | —         |
| Bahia                     | —    | —       | —     | —        | —     | —     | —                         | —                       | —     | —        | —           | —                  | —            | —    | —       |        | —          | —     | —              | —                   | —                 | —        | —       | —              | —         | —       | —         |
| Ceará                     | —    | —       | —     | —        | —     | —     | —                         | —                       | —     | —        |             | —                  | —            | —    | —       | —      | —          | —     | —              | —                   | —                 | —        | —       | —              | —         | —       | —         |
| Distrito Federal (Brasil) | —    | —       | —     | —        | —     | —     | —                         | —                       | —     | —        | —           | —                  | —            | —    | —       | —      | —          | —     | —              | —                   |                   | —        | —       | —              | —         | —       | —         |
| Espírito Santo (estado)   | —    | —       | —     | —        | —     | —     | —                         | —                       | —     | —        | —           |                    | —            | —    | —       | —      | —          | —     | —              | —                   | —                 | —        | —       | —              | —         | —       | —         |
| Goiás                     | —    | —       | —     | —        | —     | —     | —                         | —                       | —     |          | —           | —                  | —            | —    | —       | —      | —          | —     | —              | —                   | —                 | —        | —       | —              | —         | —       | —         |
| Maranhão                  | —    | —       | —     | —        | —     | —     | —                         | —                       |       | —        | —           | —                  | —            | —    | —       | —      | —          | —     | —              | —                   | —                 | —        | —       | —              | —         | —       | —         |
| Mato Grosso               | —    | —       | —     | —        | —     |       | —                         | —                       | —     | —        | —           | —                  | —            | —    | —       | —      | —          | —     | —              | —                   | —                 | —        | —       | —              | —         | —       | —         |
| Mato Grosso do Sul        | —    | —       | —     | —        | —     | —     | —                         | —                       | —     | —        | —           | —                  |              | —    | —       | —      | —          | —     | —              | —                   | —                 | —        | —       | —              | —         | —       | —         |
| Minas Gerais              | —    | —       | —     | —        | —     | —     | —                         | —                       | —     | —        | —           |                    | —            | —    | —       | —      | —          | —     | —              | —                   | —                 | —        | —       | —              | —         | —       | —         |
| Pará                      | —    | —       | —     | —        | —     | —     | —                         | —                       | —     | —        | —           | —                  |              | —    | —       | —      | —          | —     | —              | —                   | —                 | —        | —       | —              | —         | —       | —         |
| Paraíba                   | —    | —       | —     | —        | —     | —     | —                         | —                       | —     | —        | —           | —                  | —            | —    | —       |        | —          | —     | —              | —                   | —                 | —        | —       | —              | —         | —       | —         |
| Paraná                    | —    | —       | —     | —        | —     | —     | —                         | —                       | —     | —        | —           | —                  | —            | —    | —       | —      | —          | —     | —              |                     | —                 | —        | —       | —              | —         | —       | —         |
| Pernambuco                | —    | —       | —     | —        | —     | —     | —                         | —                       | —     | —        | —           | —                  |              | —    | —       | —      | —          | —     | —              | —                   | —                 | —        | —       | —              | —         | —       | —         |
| Piauí                     | —    | —       | —     | —        | —     | —     | —                         | —                       | —     | —        | —           | —                  | —            | —    | —       | —      | —          | —     |                | —                   | —                 | —        | —       | —              | —         | —       | —         |
| Rio de Janeiro            | —    | —       | —     | —        | —     | —     | —                         | —                       | —     | —        | —           | —                  | —            | —    | —       | —      | —          |       | —              | —                   | —                 | —        | —       | —              | —         | —       | —         |
| Rio Grande do Norte       | —    | —       | —     | —        | —     | —     | —                         | —                       | —     | —        | —           | —                  | —            | —    | —       | —      | —          | —     | —              | —                   | —                 | —        | —       | —              | —         |         | —         |
| Rio Grande do Sul         | —    | —       | —     | —        | —     | —     | —                         | —                       | —     | —        | —           | —                  | —            | —    | —       | —      | —          | —     | —              | —                   | —                 | —        | —       | —              | —         | —       |           |
| Rondônia                  | —    | —       | —     | —        | —     |       | —                         | —                       | —     | —        | —           | —                  | —            | —    | —       | —      | —          | —     | —              | —                   | —                 | —        | —       | —              | —         | —       | —         |
| Roraima                   | —    | —       | —     | —        | —     | —     | —                         | —                       | —     | —        | —           | —                  | —            | —    | —       | —      | —          | —     | —              | —                   | —                 | —        | —       |                | —         | —       | —         |
| Santa Catarina            | —    | —       | —     | —        | —     | —     | —                         | —                       | —     | —        | —           | —                  | —            | —    | —       | —      | —          | —     | —              | —                   | —                 | —        | —       | —              | —         | —       |           |
| São Paulo                 | —    | —       | —     | —        | —     | —     | —                         | —                       | —     | —        | —           | —                  | —            | —    | —       | —      | —          | —     | —              | —                   | —                 | —        | —       |                | —         | —       | —         |
| Sergipe                   | —    | —       | —     | —        | —     | —     | —                         | —                       | —     | —        | —           | —                  | —            | —    | —       | —      | —          | —     | —              |                     | —                 | —        | —       | —              | —         | —       | —         |
| Tocantins                 | —    | —       | —     | —        | —     | —     | —                         | —                       | —     | —        | —           | —                  |              | —    | —       | —      | —          | —     | —              | —                   | —                 | —        | —       | —              | —         | —       | —         |
| T                         | 1    | 1       | 1     | 0        | 0     | 3     | 0                         | 0                       | 1     | 1        | 1           | 2                  | 4            | 0    | 0       | 2      | 0          | 1     | 1              | 2                   | 1                 | 0        | 0       | 2              | 0         | 1       | 2         |

### Observações
1. A candidata do Amapá foi a única que votou em si mesma.
2. Coincidentemente, a candidata mais votada e a segunda mais bem votada, ficaram em primeiro e segundo lugar na final.
3. Não receberam votos os Estados: Amazonas, Bahia, Distrito Federal, Espírito Santo, Pará, Paraíba, Pernambuco, Rondônia, Roraima e São Paulo.
4. A candidata mais votada da região norte foi a Miss Tocantins.
5. A candidata mais votada da região centro-oeste foi a Miss Mato Grosso do Sul.
6. As candidatas mais votadas da região sul foram Miss Paraná e Miss Santa Catarina.

## Candidatas
Abaixo, as 27 candidatas eleitas para o concurso deste ano:
| Estado              | Candidata           | Idade | Altura | Representação        | Ref.   |
| ------------------- | ------------------- | ----- | ------ | -------------------- | ------ |
| Acre                | Sayonara Moura      | 25    | 1.73   | Rio Branco           | [ 2 ]  |
| Alagoas             | Raíssa de Souza     | 21    | 1.75   | Rio Largo            | [ 3 ]  |
| Amapá               | Brenda Lazareth     | 22    | 1.74   | Santana              | [ 4 ]  |
| Amazonas            | Lorena Alencar      | 26    | 1.74   | Manaus               | [ 5 ]  |
| Bahia               | Liliane Natiele     | 20    | 1.75   | Feira de Santana     | [ 6 ]  |
| Ceará               | Luana Lobo          | 24    | 1.73   | Maracanaú            | [ 7 ]  |
| Distrito Federal    | Ana Gabriela Borges | 21    | 1.75   | Sudoeste             | [ 8 ]  |
| Espírito Santo      | Thainá Castro       | 24    | 1.73   | Vitória              | [ 9 ]  |
| Goiás               | Isadora Dantas      | 22    | 1.73   | Aparecida de Goiânia | [ 10 ] |
| Maranhão            | Anna Carolina Sousa | 21    | 1.75   | Itapecuru-Mirim      | [ 11 ] |
| Mato Grosso         | Ingrid Santin       | 25    | 1.78   | Rondonópolis         | [ 12 ] |
| Mato Grosso do Sul  | Priscilla Vacchiano | 24    | 1.76   | Campo Grande         | [ 13 ] |
| Minas Gerais        | Júlia Horta         | 24    | 1.72   | Juiz de Fora         | [ 14 ] |
| Pará                | Wilma Paulino       | 19    | 1.78   | Itaituba             | [ 15 ] |
| Paraíba             | Kennya Araújo       | 26    | 1.71   | João Pessoa          | [ 16 ] |
| Paraná              | Djenifer Frey       | 20    | 1.80   | Missal               | [ 17 ] |
| Pernambuco          | Bárbara Souza       | 22    | 1.79   | Recife               | [ 18 ] |
| Piauí               | Dagmara Landim      | 22    | 1.77   | São Raimundo Nonato  | [ 19 ] |
| Rio de Janeiro      | Isadora Meira       | 26    | 1.74   | Barra Mansa          | [ 20 ] |
| Rio Grande do Norte | Erika Fontes        | 24    | 1.78   | Monte Alegre         | [ 21 ] |
| Rio Grande do Sul   | Bianca Scheren      | 20    | 1.75   | Estrela              | [ 22 ] |
| Rondônia            | Hunaide Horitham    | 23    | 1.68   | Ji-Paraná            | [ 23 ] |
| Roraima             | Natali Vitória      | 19    | 1.68   | Pacaraima            | [ 24 ] |
| Santa Catarina      | Patrícia Marafon    | 25    | 1.70   | Florianópolis        | [ 25 ] |
| São Paulo           | Bianca Lopes        | 22    | 1.68   | Jaú                  | [ 26 ] |
| Sergipe             | Ingrid Moraes       | 24    | 1.76   | Barra dos Coqueiros  | [ 27 ] |
| Tocantins           | Alessandra Almeida  | 19    | 1.77   | Tocantinópolis       | [ 28 ] |

## Concursos estaduais
Abaixo estão as disputas estaduais já realizadas:
- Miss Acre BE Emotion 2019

- Miss Goiás BE Emotion 2019

- Miss Mato Grosso do Sul BE Emotion 2019

- Miss Minas Gerais BE Emotion 2019

- Miss Pará BE Emotion

- Miss Paraíba BE Emotion 2019

- Miss Paraná Be Emotion 2019

- Miss Rio de Janeiro BE Emotion 2019

- Miss Rio Grande do Sul BE Emotion 2019

- Miss Roraima BE Emotion 2019

- Miss Santa Catarina BE Emotion 2019

- Miss São Paulo BE Emotion 2019

- Miss Sergipe BE Emotion 2019

- Miss Tocantins BE Emotion 2019

## Histórico
Candidatas ao título que já participaram de outros concursos:
| Miss Acre - 2014: Acre - Sayonara Moura - (Sem representação específica) Miss Alagoas - 2017: Alagoas - Raíssa de Souza - (Representando o município de Maceió) Miss Distrito Federal - 2018: Distrito Federal - Ana Gabriela Borges (3º lugar) - (Representando a região do Lago Norte) Miss Goiás - 2015: Goiás - Isadora Dantas (5º lugar) - (Representando o município de Aparecida de Goiânia) Miss Maranhão - 2017: Maranhão - Anna Carolina Sousa (2º lugar) - (Representando o município de Itapecuru-Mirim) Miss Rio de Janeiro - 2011: Rio de Janeiro - Isadora Meira - (Representando o município de Volta Redonda) - 2015: Rio de Janeiro - Isadora Meira (2º. Lugar) - (Representando o município de Volta Redonda) - 2018: Rio de Janeiro - Isadora Meira (2º. Lugar) - (Representando o município de Volta Redonda) Miss Rio Grande do Norte - 2013: Rio Grande do Norte - Erika Fontes (3º lugar) - (Representando o município de Monte Alegre) Miss Rio Grande do Sul - 2018: Rio Grande do Sul - Bianca Scheren (2º lugar) - (Representando o município de Estrela) Miss Santa Catarina - 2018: Santa Catarina - Patrícia Marafon (3º lugar) - (Representando o município de Florianópolis) Miss Mundo Minas Gerais - 2015: Minas Gerais - Júlia Horta (Vencedora) - (Representando o município de Juiz de Fora) | Miss Brasil Latina - 2016: São Paulo - Bianca Dias Lopes (Vencedora) - (Representado o estado de São Paulo em Recife, PE) Miss Brasil Teen Universe - 2016: Roraima - Natali Vitoria (Vencedora) - (Representado o estado de Roraima em Campo Grande, MS) Miss Brasil CNB - 2013: Sergipe - Ingrid Vieira - (Representando o estado de Sergipe em Mangaratiba, RJ) - 2015: Minas Gerais - Júlia Horta (Top 10) - (Representando o estado de Minas Gerais em Florianópolis, SC) - 2016: Distrito Federal - Ana Gabriela Borges - (Representando a região do Plano Piloto em Florianópolis, SC) - 2017: Minas Gerais - Júlia Horta (3º lugar) - (Representando a região da Zona da Mata em Angra dos Reis, RJ) Miss Teen Universe - 2017: Roraima - Natali Vitoria - (Representando o Brasil em Managua, Nicarágua) Rainha Mundial da Banana - 2013: Paraíba - Kennya Araújo (4º lugar) - (Representando o Brasil em Machala, Equador) Rainha Internacional do Café - 2016: Minas Gerais - Júlia Horta (2º lugar) - (Representando o Brasil em Manizales, Colômbia) Miss Turismo Internacional - 2017: Minas Gerais - Júlia Horta (5º lugar) - (Representando o Brasil em Petaling Jaya, Malásia) Miss América Latina - 2017: São Paulo - Bianca Lopes (2º lugar) - (Representando o Brasil em Huatulco, Oaxaca, México) Miss All Nations - 2016: Distrito Federal - Ana Gabriela Borges (3º lugar) - (Representando o Brasil em Nanjing, China) |